# Monocyt

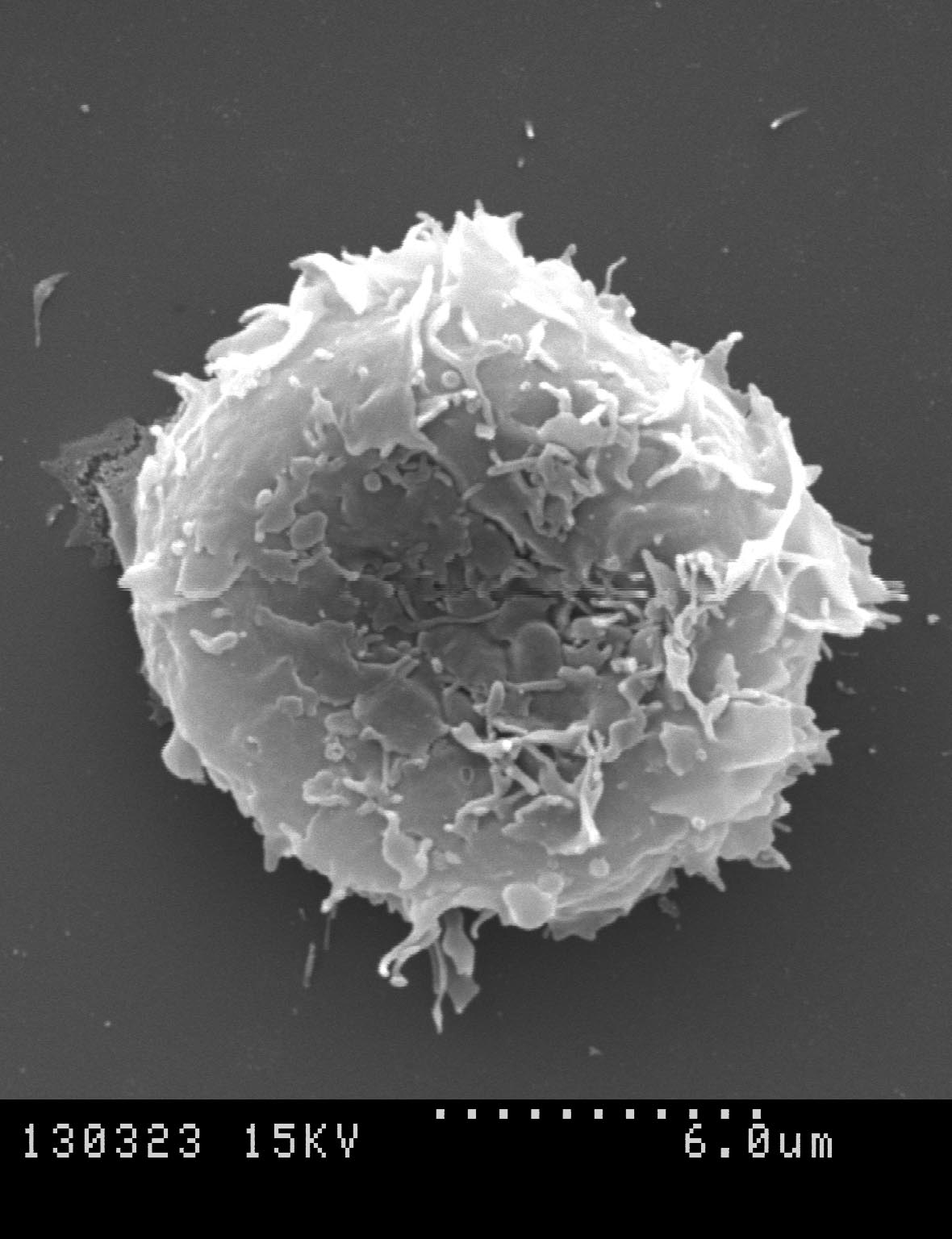
Monocyt v elektronovém mikroskopu

Monocyt je druh bílé krvinky, agranulocyt, který tvoří 3–8 % leukocytů periferní krve. Monocyty jsou velké, jednojaderné buňky s nevýrazně zbarveným kulatým nebo excentrickým buněčným jádrem, které má charakter jemné retikulární síťky.
Monocyt je v periferní krvi v podstatě neúčinný a jedná se tedy o prekurzor makrofágu (případně dendritické buňky, nebo osteoklastu) nebo taky nezralý makrofág. Laicky řečeno, hlavní funkcí cirkulace monocytů v krvi je tvořit zásobárnu makrofágů pro potřeby všech tkání v těle. V případě vzniku imunitní odpovědi organismu na antigen a následné potřeby makrofágů se může zvyšovat procentuální zastoupení monocytů v krvi. Stav je označován jako monocytóza. Tento jev má diagnostický význam při hematologickém vyšetření.

## Subpopulace

### U lidí
Na základě exprese molekul CD14 a CD16 rozlišujeme u lidí následující 3 subpopulace monocytů:
1. Klasické monocyty s vysokou expresí molekuly CD14, ale bez exprese molekuly CD16 (CD14++CD16−).
2. Intermediární monocyty s vysokou expresí molekuly CD14, ale s nízkou expresí molekuly CD16 (CD14++CD16+).
3. Neklasické monocyty s nízkou expresí molekuly CD14 a s vysokou expresí molekuly CD16 (CD14+CD16++).

### U myší
Na základě exprese molekul Ly6C a CD43 rozlišujeme u myší následující 3 subpopulace monocytů:
1. Klasické monocyty s vysokou expresí molekuly Ly6C a s nízkou expresí molekuly CD43 (Ly6C++CD43+).
2. Intermediární monocyty s vysokou expresí jak molekuly Ly6C, tak molekuly CD43 (Ly6C++CD43++)
3. Neklasické monocyty s nízkou expresí Ly6C a vysokou expresí CD43 (Ly6C+CD43++)

Protože však tyto markery nejsou specifické pro monocyty, je vhodné využít i dalších markerů jako jsou např. CD11b a CD115.

## Vývoj
Monocyty vznikají v kostní dřeni či slezině z hematopoetické kmenové buňky procesem zvaným monopoéza. Nejprve vzniká běžný myeloidní progenitor (CMP), z něho se následně vyvíjí granulocytový makrofágový progenitor (GMP), ten dává vzniku běžnému makrofágovému dendritickému progenitoru (MDP), z nějž nakonec vzniká monocytární progenitor (cMoP). Monopoéza je regulována mnoha transkripčními faktory a cytokiny, nejdůležitějšími regulátory jsou však transkripční faktor PU.1 a cytokin faktor stimulující kolonie makrofágů (M-CSF).

## Funkce
Co se týče obecných funkcí monocytů, uplatňují se při fagocytóze, při oxidačním vzplanutí, produkují NO a sekretují cytokiny a prozánětlivé mediátory.
Wong et al. pomocí genových expresních profilů určili funkce jednotlivých subpopulací monocytů. Klasické monocyty exprimují geny, které se uplatňují při opravě tkání a imunitní odpovědi. Geny exprimované intermediárními monocyty hrají roli v prezentaci antigenů pomocí molekul MHC-II. Neklasické monocyty exprimují geny, které jsou asociovány s přestavbou cytoskeletu.

### Produkce cytokinů
Klasické monocyty produkují ve velké míře cytokiny IL-6, IL-8 a chemokiny CCL-2 a CCL3. Oproti tomu intermediární a neklasické monocyty sekretují cytokiny IL-1β a TNF-α, proto jsou někdy označovány i jako prozánětlivé monocyty.

## Monocyty a onemocnění

### Ateroskleróza
Monocyty přispívají ke vzniku aterosklerotických plaků. Vazbou chemokinu CCL2, který je produkován endoteliálními buňkami, na receptor CCL2 na monocytech se monocyty dostávají do tepen. Zároveň vychytávají lipidy a mění se na pěnité buňky. Mohou tak fagocytovat oxidovaný nízkodenzitní lipoprotein, což z počátku vede díky silné aktivaci přirozené imunity k ochrannému účinku. Avšak další progresivní migrace monocytů vede k velké tvorbě pěnitých buněk, které přispívají ke vzniku aterosklerotických plaků.